# 国鉄5060形蒸気機関車
5060形は、かつて日本国有鉄道の前身である鉄道院に在籍したテンダー式蒸気機関車である。

## 概要
元は、1895年（明治28年）に山陽鉄道がアメリカ合衆国のボールドウィン・ロコモティブ・ワークスで1両（製造番号14329）のみ製造した、車軸配置2-4-2(1B1)、ヴォークレイン4気筒複式の飽和式テンダー機関車である。ボールドウィンでの種別呼称は8-14/28 1/4C、山陽鉄道での形式は8形、番号は39であった。1906年（明治39年）、山陽鉄道は国有化されたが、しばらくは山陽鉄道時代の形式番号で使用された。その後、1909年（明治42年）には鉄道院の車両称号規程が制定され、本形式は5060形 (5060) に改められた。
この機関車は、日本で初めて径1,524mm (5ft) の動輪を持ち、軽量急行列車牽引用として長距離運転に適するよう、テンダー機関車として製造されたものである。本形式は1両のみで終わったが、同コンセプトの単式タンク機関車（10形。後の鉄道院950形）が翌年に10両製造されており、その第1陣がテンダー機関車として登場したと見ることができる。ヴォークレイン複式の場合、上部シリンダを低圧用、下部シリンダを高圧用とするのが多かったが、本形式は上部が高圧用、下部が低圧用で配置が逆であった。先輪はビッセル式、従輪は横動を許した固定式である。また、従輪にもブレーキ装置が設けられており、本形式の特徴となっている。蒸気ドームはボイラーの第3缶胴上、砂箱は第1缶胴上に設けられている。
また、完成時には当時、山陽鉄道の技師長であった南清を記念した「K.MINAMI」のプレートが運転室側面に取り付けられていたが、山陽鉄道では取り外して使用した。これは、日本でのヴォークレイン複式採用の意思決定を行った英断に敬意を表したものであるらしい。
本形式は、山陽鉄道時代の末期に、煙突の長さと前端梁の張り出しを短縮する改造が行われており、形態に若干の変化を生じている。
山陽鉄道時代は姫路で使用されていたが、後に神戸に移り貨物列車の牽引用に使用された。廃車は1919年（大正8年）である。

## 主要諸元
- 全長 : 14,707mm
- 全高 : 3,696mm
- 全幅 : 2,718mm
- 軌間 : 1,067mm
- 車軸配置 : 2-4-2 (1B1)
- 動輪直径 : 1,524mm
- 弁装置 : スチーブンソン式アメリカ型
- シリンダー（直径×行程） : 254mm×559mm・432mm×559mm
- ボイラー圧力 : 11.2kg/cm2
- 火格子面積 : 1.31m2
- 全伝熱面積 : 83.6m2
  - 煙管蒸発伝熱面積 : 75.3m2
  - 火室蒸発伝熱面積 : 8.3m2
- ボイラー水容量 : 3.3m3
- 小煙管（直径×長サ×数） : 44.5mm×3,333mm×162本
- 機関車運転整備重量 : 36.94t
- 機関車空車重量 : 33.86t
- 機関車動輪上重量（運転整備時） : 22.76t
- 機関車動輪軸重（第2動輪上） : 10.97t
- 炭水車重量（運転整備） : 22.60t
- 炭水車重量（空車） : 11.55t
- 水タンク容量 : 8.89m3
- 燃料積載量 : 2.54t
- 機関車性能
  - シリンダ引張力 : 4,510kg（単式時）、3,350kg（複式時）
- ブレーキ装置 : 手ブレーキ、真空ブレーキ